# Anne-Marie Alonzo
Anne-Marie Alonzo (en árabe,  آن ماري ألونزو  , Alejandría, Egipto, 13 de diciembre de 1951-Montreal, 11 de junio de 2005) es una escritora canadiense. Se estableció en Montreal en 1963 y estudió literatura francesa en la Universidad de Montreal.
En 1966 un accidente de coche la dejó cuadrapléjica.

## Premios
- 1985 - Prix Émile-Nelligan, Bleus de mine
- 1985 - Prix du Gouverneur général
- 1996 - Miembro de la Orden de Canadá
- 1997 - Medalla de bronce de la société Arts-Sciences-Lettres de París[5]

## Obras
- Geste, 1979
- Veille, 1982
- Blanc de thé, 1983
- Une Lettre rouge, orange et ocre, 1984
- French Conversation, 1986
- Bleus de mine, 1985
- Nous en reparlerons sans doute, 1986
- Écoute, Sultane, 1987
- Qui a peur de, 1987
- Seul le désir, 1987
- Esmaï, 1987
- Enfances et jeunesses, 1988
- L'Immobile, 1990
- La Vitesse du regard, 1990
- Galia qu’elle nommait amour : un conte, 1992
- Margie Gillis - la danse des marches, 1993
- Tout au loin la lumière, 1994
- Lettres à Cassandre, 1994
- Galia marchait pour toutes, 1998
- Et la nuit, 2001